# Lista odcinków serialu Star Trek: Seria oryginalna
Serial Star Trek (później określany jako Star Trek: Seria oryginalna, dla odróżnienia od kolejnych seriali w ramach tego samego uniwersum) był emitowany premierowo od 8 września 1966 roku do 3 czerwca 1969 roku na antenie amerykańskiej sieci telewizyjnej NBC. Wyprodukowano trzy sezony, liczące łącznie 79 odcinków.
Oprócz tego zrealizowano odcinek pilotowy Klatka (The Cage), który jednak nie został pierwotnie wyemitowany, zaś ukazane w nim wydarzenia zostały wprowadzone do kanonu fabularnego serialu jako retrospekcje w dwuczęściowym odcinku Bunt. Oryginalna wersja Klatki pojawiła się po raz pierwszy na antenie telewizyjnej dopiero w październiku 1988 roku.

## Pilot
| 0 | – | The Cage | Klatka | Robert Butler | Gene Roddenberry | 4 października 1988 |
| Statek kosmiczny USS Enterprise, dowodzony wówczas przez kapitana Christophera Pike’a, dociera na planetę Talos IV, której mieszkańcy potrafią tworzyć w ludzkich mózgach niezwykle sugestywne iluzje. Klatka została odrzucona przez telewizję NBC i stąd musiała czekać na emisję w pełnej wersji przez 24 lata od wyprodukowania. Nadawca nakazał autorowi serialu wprowadzenie bardzo głębokich zmian obsadowych, a także dotyczących fabuły. Star Trek trafił do produkcji dopiero po przygotowaniu i zatwierdzeniu drugiego pilota, który potem włączono do serialu jako odcinek Na końcu galaktyki. Jedyną postacią z Klatki, która została zachowana i pojawiła się we właściwych sezonach serialu, był Spock. |   |          |        |               |                  |                     |

## Sezon 1.
W pierwszym sezonie położone zostały podwaliny pod cały świat przedstawiony (uniwersum), w którym rozgrywają się wszystkie filmy i seriale powstałe później pod szyldem Star Trek. Wstępnie zdefiniowano kilka kluczowych pojęć politycznych i społecznych uniwersum, jak Gwiezdna Flota czy Zjednoczona Federacja Planet, a także terminów technicznych, jak transporter. Ustalono również datowanie akcji Serii oryginalnej – jest ona osadzona (pomijając retrospekcje i podróże w czasie) w latach 60. XXIII wieku, a więc dokładnie 300 lat w przyszłości względem lat produkcji serialu. Pojawiły się także trzy spośród najważniejszych ras kosmitów – Wolkanie, Klingoni i Romulanie.

W tym sezonie w czołówce wymienianych jest dwóch aktorów (William Shatner jako Kirk i Leonard Nimoy jako Spock), natomiast trzon obsady tworzą oprócz nich również DeForest Kelly (dr McCoy), James Doohan (Scotty), Nichelle Nichols (Uhura) i George Takei (Sulu). W pierwszych kilku odcinkach zbliżony status miała również Grace Lee Whitney jako chorąży Rand. 
| 1 | 1  | The Man Trap                    | Męska słabość            | Marc Daniels       | George Clayton Johnson                  | 8 września 1966      |
| Enterprise odwiedza planetę M-113, gdzie ma przeprowadzić badania lekarskie znanego archeologa i jego żony, będącej dawną miłością doktora McCoya. Wkrótce jednak członkowie załogi zaczynają ginąć w tajemniczy sposób. |    |                                 |                          |                    |                                         |                      |
| 2 | 2  | Charlie X                       | Charlie                  | Lawrence Dobkin    | Gene Roddenberry, D.C. Fontana          | 15 września 1966     |
| Załoga tymczasowo przyjmuje na pokład nastolatka, który spędził 14 lat jako rozbitek na bezludnej planecie, będąc jedynym ocalałym z wypadku. |    |                                 |                          |                    |                                         |                      |
| 3 | 3  | Where No Man Has Gone Before    | Na koniec galaktyki      | James Goldstone    | Samuel A. Peeples                       | 22 września 1966     |
| Pod wpływem sił oddziałujących na Enterprise na krańcu galaktyki, jeden z oficerów zaczyna zdradzać niezwykłe objawy. Na koniec galaktyki zostało zrealizowane blisko rok przed rozpoczęciem zdjęć do pozostałych odcinków pierwszego sezonu, jako drugi pilot serialu. W efekcie odcinek różni się pod wieloma względami technicznymi i obsadowymi od innych epizodów. |    |                                 |                          |                    |                                         |                      |
| 4 | 4  | The Naked Time                  | Wirus                    | Marc Daniels       | John D.F. Black                         | 29 września 1966     |
| Podczas badań na planecie Psi 2000, która wedle prognoz naukowców ma lada chwila ulec rozpadowi, załoga zaraża się bardzo groźnym wirusem. |    |                                 |                          |                    |                                         |                      |
| 5 | 5  | The Enemy Within                | Rozdwojenie              | Leo Penn           | Richard Matheson                        | 6 października 1966  |
| W wyniku awarii transportera kapitan Kirk zostaje psychicznie rozdwojony, zaś fizycznie skopiowany. Na statku pojawia się dwóch identycznych kapitanów, przy czym jeden z nich ma wyłącznie pozytywne cechy Kirka, a drugi negatywne. |    |                                 |                          |                    |                                         |                      |
| 6 | 6  | Mudd’s Women                    | Dziewczyny Mudda         | Harvey Hart        | Gene Roddenberry, Stephen Kandel        | 13 października 1966 |
| Enterprise ratuje cztery osoby podróżujące niewielkim, cywilnym statkiem, który uległ wypadkowi. Kapitan Kirk postanawia aresztować dowódcę zniszczonej jednostki. |    |                                 |                          |                    |                                         |                      |
| 7 | 7  | What Are Little Girls Made Of?  | Niezłomne kobiety        | James Goldstone    | Robert Bloch                            | 20 października 1966 |
| Załodze Enterprise udaje się odnaleźć wybitnego naukowca, od pięciu lat uważanego za zaginionego. Ale ten pozorny sukces staje się tak naprawdę początkiem kłopotów. |    |                                 |                          |                    |                                         |                      |
| 8 | 8  | Miri                            | Miri                     | Vincent McEveety   | Adrian Spies                            | 27 października 1966 |
| Załoga kapitana Kirka próbuje rozwikłać zagadkę planety, którą od 300 lat zamieszkują wyłącznie dzieci, nie mając przy tym żadnego kontaktu ze światem zewnętrznym. |    |                                 |                          |                    |                                         |                      |
| 9 | 9  | Dagger of the Mind              | Zabójcze myśli           | Vincent McEveety   | S. Bar-David                            | 3 listopada 1966     |
| Kapitan Kirk oraz atrakcyjna pani psychiatra ze służb medycznych Enterprise wizytują planetę Tantalus V, gdzie znajduje się kolonia karna słynąca z nowoczesnych metod resocjalizacji przestępców. |    |                                 |                          |                    |                                         |                      |
| 10 | 10 | The Corbomite Maneuver          | Karbomit                 | Joseph Sargent     | Jerry Sohl                              | 10 listopada 1966    |
| Patrolując odległy zakątek galaktyki, Enterprise natrafia na potężny statek należący do nieznanej dotąd cywilizacji. Dowódca obcej jednostki jest w stanie z łatwością zniszczyć Enterprise, a do tego nie wierzy w pokojowe zamiary Kirka i jego załogi. |    |                                 |                          |                    |                                         |                      |
| 11 | 11 | The Menagerie, Part I           | Bunt, część 1            | Marc Daniels       | Gene Roddenberry                        | 17 listopada 1966    |
| Słynący dotąd z lojalności Spock porywa Enterprise wbrew woli Kirka i dowództwa Gwiezdnej Floty, a na dodatek obiera kurs na planetę Talos IV, z którą wszelkie kontakty są zakazane pod karą śmierci. Zabiera też ze sobą kapitana Pike’a, poprzedniego dowódcę Enterprise, obecnie ciężko okaleczonego po wypadku. |    |                                 |                          |                    |                                         |                      |
| 12 | 12 | The Menagerie, Part II          | Bunt, część 2            | Robert Butler      | Gene Roddenberry                        | 24 listopada 1966    |
| Na pokładzie Enterprise, gdzie zdołali już dotrzeć Kirk i wysokiej rangi oficer Gwiezdnej Floty, odbywa się sąd polowy nad Spockiem. W toku procesu na jaw wychodzi cała prawda o Talos IV oraz rzeczywiste motywy Spocka. Głównym celem produkcji obu części Buntu było maksymalne wykorzystanie materiału z niewyemitowanego pierwszego pilota serialu, Klatki. Dokręcono nowy materiał, pozwalający wpisać wydarzenia z pilota w kanon fabularny serialu. Obszerne fragmenty Klatki są tu przedstawione jako retrospekcje sprzed 11 lat, gdy Enterprise miał zupełnie inną załogę, a jedynym pozostałym z niej oficerem jest Spock. |    |                                 |                          |                    |                                         |                      |
| 13 | 13 | The Conscience of the King      | Sumienie króla           | Gerd Oswald        | Barry Trivers                           | 8 grudnia 1966       |
| Kirk podejrzewa, że czołowy aktor z galaktycznej trupy teatralnej jest tak naprawdę zwyrodniałym zbrodniarzem, uznanym za zmarłego byłym gubernatorem planety, na której kapitan służył w młodości. Odcinek stanowi swego rodzaju hołd dla twórczości Wiliama Szekpsira i zawiera krótkie fragmenty jego dwóch sztuk - Hamleta i Makbeta. |    |                                 |                          |                    |                                         |                      |
| 14 | 14 | Balance of Terror               | Starcie                  | Vincent McEveety   | Paul Schneider                          | 15 grudnia 1966      |
| Odcinek ukazuje bitwę pomiędzy Enterprise a statkiem należącym do Romulan, debiutującej w tym epizodzie cywilizacji wyraźnie inspirowanej starożytnym Rzymem. |    |                                 |                          |                    |                                         |                      |
| 15 | 15 | Shore Leave                     | Przepustka               | Robert Sparr       | Theodore Sturgeon                       | 29 grudnia 1966      |
| Wymęczona trudami służby załoga Enterprise ma dostać kilka dni wolnego na powierzchni bezludnej, lecz wyjątkowo przyjaznej przyrodniczo planety. Kiedy jednak ląduje na niej grupa rozpoznawcza, jej członkowie doznają dziwnych halucynacji. |    |                                 |                          |                    |                                         |                      |
| 16 | 16 | The Galileo Seven               | Zaginiony prom           | Robert Gist        | Oliver Crawford, S. Bar-David           | 5 stycznia 1967      |
| Dowodzony przez Spocka prom, służący badaniom naukowym, rozbija się na planecie zamieszkanej przez wyjątkowo prymitywne istoty, przypominające ziemskich jaskiniowców, tylko większe i groźniejsze. |    |                                 |                          |                    |                                         |                      |
| 17 | 17 | The Squire of Gothos            | Chłopięca zabawa         | Don McDougall      | Paul Schneider                          | 12 stycznia 1967     |
| Załoga Enterprise zostaje uwięziona przez dość infantylnego w swym zachowaniu kosmitę, zafascynowanego Ziemią z czasów napoleońskich. |    |                                 |                          |                    |                                         |                      |
| 18 | 18 | Arena                           | Arena                    | Joseph Pevney      | Gene L. Coon, Fredric Brown             | 19 stycznia 1967     |
| Dochodzi do konfrontacji między Enterprise a statkiem należącym do Gornów, nieznanej dotąd cywilizacji kosmitów, przypominających chodzące na dwóch nogach ziemskie gady. O wyniku starcia ma zdecydować bezpośredni pojedynek obu kapitanów. |    |                                 |                          |                    |                                         |                      |
| 19 | 19 | Tomorrow is Yesterday           | Spotkanie z przeszłością | Michael O’Herlihy  | D.C. Fontana                            | 26 stycznia 1967     |
| W wyniku wyjątkowych oddziaływań w przestrzeni kosmicznej, Enterprise przenosi się w czasie i przestrzeni, na Ziemię w roku 1969, czyli 300 lat przed czasem akcji serialu. Orbitujący nisko nad powierzchnią planety ogromny statek kosmiczny zostaje szybko dostrzeżony przez specjalną jednostkę amerykańskiego lotnictwa, polującą na UFO. |    |                                 |                          |                    |                                         |                      |
| 20 | 20 | Court Martial                   | Sąd polowy               | Marc Daniels       | Don M. Mankiewicz, Steven W. Carabatsos | 2 lutego 1967        |
| Kirk staje przed sądem polowym, oskarżony o błędne decyzje i zaniedbania, które doprowadziły do śmierci jednego z podległych mu oficerów, w dodatku mającego trudną historię osobistych relacji z kapitanem. |    |                                 |                          |                    |                                         |                      |
| 21 | 21 | The Return of the Archons       | Sztuczna inteligencja    | Joseph Pevney      | Gene Roddenberry, Boris Sobelman        | 9 lutego 1967        |
| Poszukując śladów zaginionego przed stuleciem statku, załoga Enterprise trafia na planetę wyglądającą jak USA z końca XIX wieku, której wszyscy mieszkańcy zachowują się dziwnie. |    |                                 |                          |                    |                                         |                      |
| 22 | 22 | Space Seed                      | Khan                     | Marc Daniels       | Carey Wilber                            | 16 lutego 1967       |
| Enterprise natrafia na stary statek kosmiczny, na pokładzie którego odnajduje kilkadziesiąt osób w stanie hibernacji. Ich przywódcą okazuje się być niejaki Khan. |    |                                 |                          |                    |                                         |                      |
| 23 | 23 | A Taste of Armageddon           | Wojna totalna            | Joseph Pevney      | Robert Hamner, Gene L. Coon             | 23 lutego 1967       |
| W trakcie wykonywania misji dyplomatycznej, Kirk i jego ludzie niechcący wplątują się w toczącą się od 500 lat wojnę dwóch planet, która rozgrywana jest tylko poprzez symulacje komputerowe, ale giną w niej miliony prawdziwych ludzi. |    |                                 |                          |                    |                                         |                      |
| 24 | 24 | This Side of Paradise           | Raj                      | Ralph Senensky     | Nathan Butler, D.C. Fontana             | 2 marca 1967         |
| Enterprise otrzymuje zadanie ewakuowania niewielkiej kolonii osadniczej, na którą oddziałuje wyjątkowo szkodliwe promieniowanie kosmiczne. Ku zaskoczeniu członków załogi, koloniści nie tylko odmawiają wyjazdu, ale też wydają się być w idealnym zdrowiu. |    |                                 |                          |                    |                                         |                      |
| 25 | 25 | The Devil in the Dark           | Potwór                   | Joseph Pevney      | Gene L. Coon                            | 9 marca 1967         |
| Enterprise zostaje wezwany w trybie alarmowym na górniczą planetę, gdzie nieznana bliżej istota, żyjąca wśród podziemnych skał, zabija górników i uniemożliwia wydobycie ważnych minerałów. |    |                                 |                          |                    |                                         |                      |
| 26 | 26 | Errand of Mercy                 | Wyzwolenie               | John Newland       | Gene L. Coon                            | 23 marca 1967        |
| W pierwszym odcinku z udziałem Klingonów, Kirk i Spock wykonują misję pod przykryciem na neutralnej dotąd planecie, która dostaje się pod brutalną, klingońską okupację. |    |                                 |                          |                    |                                         |                      |
| 27 | 27 | The Alternative Factor          | Światy równoległe        | Gerd Oswald        | Don Ingalls                             | 30 marca 1967        |
| Dowództwo Gwiezdnej Floty poleca Kirkowi i jego załodze, aby zrobili coś z dziwnym zjawiskiem, mającym źródło w patrolowanej przez Enterprise części kosmosu, a zakłócającym funkcjonowanie całej galaktyki. |    |                                 |                          |                    |                                         |                      |
| 28 | 28 | The City on the Edge of Forever | Naprawić historię        | Joseph Pevney      | Harlan Ellison                          | 6 kwietnia 1967      |
| Wskutek działania portalu czasu, dr McCoy przenosi się do Nowego Jorku lat 30. XX wieku i katastrofalnie zmienia bieg historii. Kirk i Spock ruszają w ślad za nim, a żeby wykonać swoją misję, muszą przeżyć kilka dni udając bezrobotnych biedaków w Ameryce doby wielkiego kryzysu. Gościnnie wystąpiła Joan Collins. |    |                                 |                          |                    |                                         |                      |
| 29 | 29 | Operation – Annihilate!         | Pasożyty                 | Herschel Daugherty | Steven W. Carabatsos                    | 13 kwietnia 1967     |
| Enterprise dociera na planetę, na której mieszka wraz z rodziną brat kapitana Kirka, a która została zaatakowana przez niezwykle groźne, pasożytnicze stworzenia. |    |                                 |                          |                    |                                         |                      |

## Sezon 2.
Wiele odcinków drugiego sezonu Star Trek zawiera elementy rozbudowujące stworzone wcześniej portrety głównych bohaterów. Szczególnie dużo nowego dowiadujemy się o Spocku, ale w mniejszym stopniu dotyczy to również kapitana Kirka. Bardzo ważnym wątkiem sezonu, zwłaszcza w jego drugiej połowie, jest znaczenie Pierwszej Dyrektywy, najwyższego prawa Gwiezdnej Floty. Kolejne odcinki wyjaśniają sens tej surowo przestrzeganej zasady i pokazują skutki sytuacji, gdy jest łamana.
Odświeżona została czołówka serialu, w tym aranżacja utworu tytułowego, do którego obok elementów instrumentalnych dodano sopranową wokalizę. Oprócz wymienianych wcześniej Williama Shatnera i Leonarda Nimoya, odtąd w czołówce pojawiały się nazwiska również Gene’a Roddenberry’ego (jako twórcy serialu) oraz DeForesta Kelly’ego (jako trzeciej gwiazdy aktorskiej). Wprowadzono też zasadę, iż nazwiska scenarzystów i reżysera odcinka pojawiają się na ekranie tuż po czołówce, a nie (jak w pierwszym sezonie) dopiero na końcu odcinka. Do stałej obsady dołączył Walter Koenig jako chorąży Chekov.
| 30 | 1  | Amok Time                   | Amok                      | Joseph Pevney       | Theodore Sturgeon              | 15 września 1967     |
| Enterprise odwiedza Wolkan, rodzinną planetę Spocka, gdzie pierwszy oficer statku ma wziąć udział w tradycyjnej ceremonii godowej. |    |                             |                           |                     |                                |                      |
| 31 | 2  | Who Mourns for Adonais?     | Samotny Apollo            | Marc Daniels        | Gilbert Ralston                | 22 września 1967     |
| Załoga trafia na planetę, której jedynym mieszkańcem jest posiadający potężne moce kosmita. Twierdzi on, iż to właśnie jego starożytni Grecy czcili jako boga Apollina. |    |                             |                           |                     |                                |                      |
| 32 | 3  | The Changeling              | Nomada                    | Marc Daniels        | John Meredyth Lucas            | 29 września 1967     |
| Na pokład Enterprise trafia obdarzona sztuczną inteligencją sonda kosmiczna, która uległa przeprogramowaniu i obecnie niszczy wszystkie formy życia, które nie są w jej ocenie idealne i perfekcyjne. |    |                             |                           |                     |                                |                      |
| 33 | 4  | Mirror, Mirror              | Po drugiej stronie lustra | Marc Daniels        | Jerome Bixby                   | 6 października 1967  |
| W wyniki usterki transportera główni bohaterowie zostają przeniesieni do równoległego świata, gdzie zamiast demokratycznej Zjednoczonej Federacji Planet wykształciło się despotyczne, oparte na okrucieństwie i przemocy imperium, w którym także Kirk, Spock i pozostali mają swoich odpowiedników. |    |                             |                           |                     |                                |                      |
| 34 | 5  | The Apple                   | Jabłko                    | Joseph Pevney       | Max Ehrlich, Gene L. Coon      | 13 października 1967 |
| Załoga odwiedza planetę, która pod względem warunków naturalnych przypomina biblijny Eden, ale zamieszkuje ją prymitywna ludność, czcząca jako bóstwo niebezpieczną maszynę. |    |                             |                           |                     |                                |                      |
| 35 | 6  | The Doomsday Machine        | Maszyna zagłady           | Marc Daniels        | Norman Spinrad                 | 20 października 1967 |
| Enterprise musi poradzić sobie z olbrzymią maszyną bojową, która z łatwością niszczy całe układy planetarne. Co gorsza, na pokładzie znajduje się wysokiej rangi oficer Gwiezdnej Floty, pałający niekontrolowaną żądzą zemsty za śmierć całej załogi jego statku. |    |                             |                           |                     |                                |                      |
| 36 | 7  | Catspaw                     | Porwanie                  | Joseph Pevney       | Robert Bloch                   | 27 października 1967 |
| W odcinku zrealizowanym specjalnie z myślą o emisji w okresie tuż przed Halloween, załoga zostaje zwabiona w zastawioną przez parę kosmitów pułapkę i trafia do zamczyska pełnego wiedźm, czarnych kotów i innych straszydeł. |    |                             |                           |                     |                                |                      |
| 37 | 8  | I, Mudd                     | Stary, dobry Mudd         | Marc Daniels        | Stephen Kandel                 | 3 listopada 1967     |
| Harry Mudd, drobny galaktyczny przestępca aresztowany przez kapitana Kirka w pierwszym sezonie, zdołał uciec z więzienia i dotarł na planetę zamieszkaną wyłącznie przez androidy, gdzie obwołał się władcą. Następnie zaaranżował porwanie Enterprise i ściągnął statek na swoje włości. |    |                             |                           |                     |                                |                      |
| 38 | 9  | Metamorphosis               | Metamorfoza               | Ralph Senensky      | Gene L. Coon                   | 10 listopada 1967    |
| Eskortując wysokiej rangi urzędniczkę Federacji, Kirk, Spock i dr McCoy przypadkowo trafiają na planetoidę, gdzie spotykają rozbitka, który przeżył katastrofę swojego statku kosmicznego. Ku ich osłupieniu, okazuje się nim być legendarny naukowiec Zefram Cochrane, uważany za nieżyjącego od 150 lat. |    |                             |                           |                     |                                |                      |
| 39 | 10 | Journey to Babel            | Babel                     | Joseph Pevney       | D.C. Fontana                   | 17 listopada 1967    |
| Enterprise wykonuje niezwykle delikatne zadanie: zbiera z różnych planet, wchodzących w skład Federacji, wysokiej rangi delegatów udających się na ważną konferencję dyplomatyczną. Misja ta przybiera szczególnie osobisty charakter dla Spocka, bowiem na czele delegacji Wolkanu stoi jego własny ojciec, z którym zawsze łączyły go trudne relacje. W odcinku tym po raz pierwszy wspólnie występują cztery założycielskie rasy Zjednoczonej Federacji Planet: ludzie (Ziemianie), Wolkanie, Andorianie i Tellaryci.                                       |    |                             |                           |                     |                                |                      |
| 40 | 11 | Friday’s Child              | Dziecko pokoju            | Joseph Pevney       | D.C. Fontana                   | 1 grudnia 1967       |
| Kapitan Kirk i jego załoga otrzymują zadanie prowadzenia negocjacji z mieszkańcami planety Capella IV, gdzie Federacja chce uzyskać prawa do wydobycia minerałów. Okazuje się jednak, że z podobną misją zdążyli już przybyć tam Klingoni, a dodatkowo na planecie szykuje się przewrót przeciwko obecnemu władcy. |    |                             |                           |                     |                                |                      |
| 41 | 12 | The Deadly Years            | Zabójcza starość          | Joseph Pevney       | David P. Harmon                | 8 grudnia 1967       |
| Podczas rutynowych odwiedzin w misji naukowej na odległej planecie, część załogi na czele z kapitanem zaraża się tajemniczą chorobą, która powoduje niezwykle szybkie starzenie się dotkniętych nią osób. |    |                             |                           |                     |                                |                      |
| 42 | 13 | Obsession                   | Obsesja                   | Ralph Senensky      | Art Wallace                    | 15 grudnia 1967      |
| Kapitan Kirk musi zmierzyć się z demonami z własnej przeszłości. Oto bowiem Enterprise napotyka tajemnicze stworzenie, przed którym wiele lat wcześniej młody Kirk nie zdołał obronić swoich ówczesnych towarzyszy. |    |                             |                           |                     |                                |                      |
| 43 | 14 | Wolf in the Fold            | Morderca                  | Joseph Pevney       | Robert Bloch                   | 22 grudnia 1967      |
| Podczas rekreacyjnej wizyty na planecie zamieszkanej przez rasę wyjątkowo miłującą pokój, komandor porucznik Scott zostaje oskarżony o wielokrotne morderstwo. |    |                             |                           |                     |                                |                      |
| 44 | 15 | The Trouble with Tribbles   | Kłopoty z Tribblami       | Joseph Pevney       | David Gerrold                  | 29 grudnia 1967      |
| W jednym z najbardziej komediowych odcinków w historii Star Treka załoga realizuje misję na stacji kosmicznej, gdzie porucznik Uhura kupuje od handlarza żywą maskotkę, pociesznego małego pluszaka. Szybko okazuje się, że stworzenie to rozmnaża się w tempie zagrażającym funkcjonowaniu Enterprise. |    |                             |                           |                     |                                |                      |
| 45 | 16 | The Gamesters of Triskelion | Hazardziści               | Gene Nelson         | Margaret Armen                 | 5 stycznia 1968      |
| Kirk, Chekov i Uhura zostają porwani przez trójkę wyjątkowo zaawansowanych technologicznie, lecz zarazem bardzo znudzonych życiem kosmitów. Zostają włączeni do prowadzonej przez nich dla własnej rozrywki stajni wojowników, zbliżonych swym statusem do dawnych gladiatorów. |    |                             |                           |                     |                                |                      |
| 46 | 17 | A Piece of the Action       | Lata dwudzieste           | James Komack        | David P. Harmon, Gene L. Coon  | 12 stycznia 1968     |
| Enterprise dociera na planetę, gdzie 100 lat wcześniej, jeszcze przed przyjęciem Pierwszej Dyrektywy, doszło do „skażenia kulturowego”. Ziemski statek zostawił wówczas miejscowej ludności m.in. książkę o chicagowskich gangach z czasów Ala Capone, zaś kosmici urządzili według tego wzorca całe swoje społeczeństwo. |    |                             |                           |                     |                                |                      |
| 47 | 18 | The Immunity Syndrome       | Pożeracz planet           | Joseph Pevney       | Robert Sabaroff                | 19 stycznia 1968     |
| Załoga spotyka w kosmosie gigantycznego jednokomórkowca, pożerającego całe planety. Musi go powstrzymać, zanim to niezwykle niebezpieczne stworzenie zacznie się rozmnażać. |    |                             |                           |                     |                                |                      |
| 48 | 19 | A Private Little War        | Równowaga sił             | Marc Daniels        | Jud Crucis, Gene Roddenberry   | 2 lutego 1968        |
| Kapitan Kirk powraca na planetę, gdzie wykonywał kiedyś misję jako młody oficer. Była wówczas zamieszkiwana przez dwie bardzo prymitywne społeczności. W międzyczasie Klingoni dostarczyli jednej z nich broń palną, co doprowadziło do postępującej eksterminacji drugiej grupy. |    |                             |                           |                     |                                |                      |
| 49 | 20 | Return to Tomorrow          | Powrót do jutra           | Ralph Senensky      | John Kingsbridge               | 9 lutego 1968        |
| Enterprise natrafia na pozostałości po niezwykle zaawansowanej technicznie cywilizacji, która wymarła pół miliona lat wcześniej. Troje jej przedstawicieli zdołało przetrwać - jako pozbawiona ciał świadomość - w specjalnych pojemnikach. Teraz proszą Kirka, Spocka i młodą panią oficer z działu naukowego statku o tymczasowe użyczenie im własnych ciał. |    |                             |                           |                     |                                |                      |
| 50 | 21 | Patterns of Force           | Historyk                  | Vincent McEveety    | John Meredyth Lucas            | 16 lutego 1968       |
| Kirk otrzymuje zadanie odnalezienia zaginionego, zasłużonego oficera Gwiezdnej Floty, który był jego własnym wykładowcą historii podczas studiów w akademii oficerskiej. Trop prowadzi Enterprise na planetę, której społeczeństwo zostało zorganizowane w sposób niemal identyczny jak Niemcy w okresie III Rzeszy. Co gorsza, właśnie rozpoczyna się okres tamtejszego holocaustu. |    |                             |                           |                     |                                |                      |
| 51 | 22 | By Any Other Name           | Podróż do domu            | Marc Daniels        | Jerome Bixby, D.C. Fontana     | 23 lutego 1968       |
| Enterprise zostaje uprowadzony przez przybyszów z zupełnie niezbadanej jeszcze przez Federację, odległej galaktyki. Jednostka ma im posłużyć do zaplanowanej na 300 lat drogi powrotnej w ich rodzinne strony. |    |                             |                           |                     |                                |                      |
| 52 | 23 | The Omega Glory             | Omega Cztery              | Vincent McEveety    | Gene Roddenberry               | 1 marca 1968         |
| Enterprise stara się rozwikłać zagadkę bliźniaczej jednostki, której cała załoga zmarła na tajemniczą chorobę, pozbawiającą organizm całej znajdującej się w nim wody. |    |                             |                           |                     |                                |                      |
| 53 | 24 | The Ultimate Computer       | Komputer                  | John Meredyth Lucas | Laurence N. Wolf, D.C. Fontana | 8 marca 1968         |
| Dowództwo Gwiezdnej Floty wybiera Enterprise jako statek, na podkładzie którego mają zostać przeprowadzone testy nowego superkomputera, pozwalającego zautomatyzować całe zarządzanie jednostką. |    |                             |                           |                     |                                |                      |
| 54 | 25 | Bread and Circuses          | Chleba i igrzysk          | Ralph Senensky      | Gene Roddenberry, Gene L. Coon | 15 marca 1968        |
| Starając się wyjaśnić losy zaginionego sześć lat wcześniej cywilnego statku, Enterprise dociera do planety, której poziom rozwoju technologicznego bardzo przypomina dwudziestowieczną Ziemię, ale na której przetrwała republika rzymska, ze swoimi instytucjami politycznymi i zwyczajami. |    |                             |                           |                     |                                |                      |
| 55 | 26 | Assignment: Earth           | Misja: Ziemia             | Marc Daniels        | Gene Roddenberry, Art Wallace  | 29 marca 1968        |
| W ramach badań historycznych Enterprise przenosi się w czasie do roku 1968, gdzie ma prowadzić nasłuch i obserwację ówczesnej Ziemi. Początkowo nikt z załogi nie planuje schodzenia na powierzchnię planety, ale ich plany ulegają zmianie, gdy przechwytują innego, dość tajemniczego podróżnika w czasie i przestrzeni. Odcinek miał podwójną rolę: oprócz finału drugiego sezonu Star Trek, miał też być nieoficjalnym pilotem nowego serialu Gene’a Roddenberry’ego, zatytułowanego właśnie Misja: Ziemia. Ostatecznie jednak nie wszedł on do produkcji. |    |                             |                           |                     |                                |                      |

## Sezon 3.
W trzecim sezonie całkowity budżet przeznaczony na produkcję jednego odcinka uległ zmniejszeniu, przy jednoczesnej podwyżce płac głównej obsady. Sprawiło to, iż znacznie ograniczone musiały zostać wydatki na scenografię, efekty specjalne, zdjęcia plenerowe czy gaże aktorów występujących gościnnie oraz statystów. Doszło także do zasadniczych zmian w gronie producentów, reżyserów i scenarzystów serialu. Wszystko to doprowadziło do wyraźnego obniżenia jakości technicznej serialu. Z kolei scenariusze odcinków dobierano często pod względem kosztu ich produkcji, nie zaś wartości artystycznej.
Odcinki trzeciego sezonu wyróżniają się kolorystyką napisów początkowych, łącznie z logotypem serialu – o ile wcześniej były żółte, w tej odsłonie stały się niebieskie.
| 56 | 1  | Spock’s Brain                                      | Mózg Spocka         | Marc Daniels        | Lee Cronin                                     | 20 września 1968     |
| Nieznana dotąd cywilizacja kosmitów, w której mężczyźni żyją na powierzchni planety jako prymitywni jaskiniowcy, kobiety zaś w podziemiach, jako mające dostęp do zaawansowanej wiedzy kapłanki, kradnie mózg komandora Spocka, chcąc użyć go jako części zamiennej do urządzenia sterującego ich światem. |    |                                                    |                     |                     |                                                |                      |
| 57 | 2  | The Enterprise Incident                            | Złodzieje           | John Meredyth Lucas | D.C. Fontana                                   | 27 września 1968     |
| Kirk i Spock otrzymują od dowództwa Gwiezdnej Floty ściśle tajną misję szpiegowską - mają wykraść najnowszy wynalazek wojskowy Romulan. Konspiracja jest tak wielka, że muszą zwodzić i oszukiwać nawet własną załogę. |    |                                                    |                     |                     |                                                |                      |
| 58 | 3  | The Paradise Syndrome                              | Amnezja             | Jud Taylor          | Margaret Armen                                 | 4 października 1968  |
| Wykonując misję na planecie przypominającej ziemie północnoamerykańskich Indian przed ich podbojem przez białych, Kirk traci pamięć i zostaje na kilka miesięcy członkiem miejscowej społeczności, która uznaje go za boga. Kapitan, nieświadomy swojej prawdziwej tożsamości, zakłada tam nawet rodzinę. |    |                                                    |                     |                     |                                                |                      |
| 59 | 4  | And the Children Shall Lead                        | Dzieci opętane      | Marvin Chomsky      | Edward J. Lakso                                | 11 października 1968 |
| Enterprise ewakuuje dzieci naukowców ze stacji badawczej, której cały dorosły personel popełnił zbiorowe samobójstwo w niejasnych okolicznościach. Okazuje się, że mali pasażerowie są narzędziem w rękach szalonego kosmity. |    |                                                    |                     |                     |                                                |                      |
| 60 | 5  | Is There in Truth No Beauty?                       | Zabójczy widok      | Ralph Senensky      | Jean Lisette Aroeste                           | 18 października 1968 |
| Enterprise transportuje ambasadora cywilizacji, której przedstawiciele wyglądają tak okropnie, że nawet krótkotrwałe wystawienie na ich widok powoduje u ludzi ciężką chorobę psychiczną. Spock jako Wolkanin ma większą odporność, ale i on musi zachować daleko idące środki ostrożności. |    |                                                    |                     |                     |                                                |                      |
| 61 | 6  | Spectre of the Gun                                 | Kara                | Vincent McEveety    | Lee Cronin                                     | 25 października 1968 |
| Załoga otrzymuje rozkaz nawiązania stosunków ze skrajnie izolacjonistycznie nastawioną cywilizacją, zdolną do tworzenia w ludzkich mózgach bardzo sugestywnych iluzji. W ramach kary za przybycie na planetę wbrew woli jej gospodarzy, pięciu oficerów z Enterprise ma zostać przeniesionych do czasu i miejsca strzelaniny w O.K. Corral, aby w końcu w niej zginąć. |    |                                                    |                     |                     |                                                |                      |
| 62 | 7  | Day of the Dove                                    | Podżegacz           | Marvin Chomsky      | Jerome Bixby                                   | 1 listopada 1968     |
| Enterprise oraz statek wojenny Klingonów zostają podstępem zwabione w to samo miejsce przez niebezpieczną istotę. Żywi się ona negatywnymi emocjami, wobec czego celowo wywołuje i rozbudza animozje zaprzysięgłych wrogów. |    |                                                    |                     |                     |                                                |                      |
| 63 | 8  | For the World is Hollow and I Have Touched the Sky | Zabłąkana asteroida | Tony Leader         | Rik Vollaerts                                  | 8 listopada 1968     |
| Oficerowie z Enterprise trafiają na niewielką, sztuczną asteroidę, w istocie będącą statkiem kosmicznym zbudowanym tysiące lat wcześniej. Obecni mieszkańcy tej konstrukcji są przekonani, że żyją na prawdziwej planecie, a w dodatku że poza nią nie ma żadnego świata. |    |                                                    |                     |                     |                                                |                      |
| 64 | 9  | The Tholian Web                                    | Toliańska sieć      | Herb Wallerstein    | Judy Burns, Chet Richards                      | 15 listopada 1968    |
| Badając losy bliźniaczej jednostki, której cała załoga zmarła, Enterprise mimowolnie narusza terytorium nieznanej wcześniej cywilizacji Tolian, co spotyka się ze zdecydowaną reakcją. |    |                                                    |                     |                     |                                                |                      |
| 65 | 10 | Plato’s Stepchildren                               | Dzieci Platona      | David Alexander     | Meyer Dolinsky                                 | 22 listopada 1968    |
| Trójka głównych bohaterów za sprawą podstępu dostaje się w ręce niewielkiej, sadystycznej cywilizacji o potężnych mocach. Kosmici twierdzą, że wywodzą swój sposób życia od nauk Platona. Odcinek ten przeszedł do historii amerykańskiej telewizji za sprawą pocałunku białego aktora (Williama Shatnera) z czarną aktorką (Nichelle Nichols). Nigdy wcześniej żaden amerykański serial fabularny nie zawierał takiej sceny.                                                                                |    |                                                    |                     |                     |                                                |                      |
| 66 | 11 | Wink of an Eye                                     | Mgnienie oka        | Jud Taylor          | Lee Cronin, Arthur Heinemann                   | 29 listopada 1968    |
| Kontrolę nad Enterprise i bezpośrednio nad kapitanem Kirkiem próbują przejąć kosmici z rasy, która porusza się tak szybko, że jest w ogóle niezauważalna dla Ziemian. |    |                                                    |                     |                     |                                                |                      |
| 67 | 12 | The Empath                                         | Empaci              | John Erman          | Joyce Muskat                                   | 6 grudnia 1968       |
| Kirk, Spock i McCoy mimowolnie zostają włączeni do eksperymentu, który przeprowadzają dość okrutni kosmici z planety skazanej na zniszczenie ze względu na zbliżającą się katastrofę naturalną. |    |                                                    |                     |                     |                                                |                      |
| 68 | 13 | Elaan of Troyius                                   | Elean               | John Meredyth Lucas | John Meredyth Lucas                            | 20 grudnia 1968      |
| Dwie walczące ze sobą dotąd planety postanowiły zakończyć konflikt poprzez dynastyczne małżeństwo. Cywilizacja pana młodego stoi na wysokim poziomie wysublimowania, z kolei panna młoda jest rozkapryszoną arystokratką ze świata brutalnych barbarzyńców, która w dodatku nie akceptuje narzuconego jej ślubu. Enterprise otrzymuje niewdzięczne zadanie dowiezienia jej na ceremonię. Był to jedyny w historii Star Treka odcinek, którego reżyser samodzielnie napisał również scenariusz.               |    |                                                    |                     |                     |                                                |                      |
| 69 | 14 | Whom Gods Destroy                                  | Szaleństwo          | Herb Wallerstein    | Lee Erwin, Jerry Sohl                          | 3 stycznia 1969      |
| Kirk i Spock mają dostarczyć zapas nowatorskiego leku psychiatrycznego do ściśle zamkniętego ośrodka dla najbardziej niebezpiecznych chorych. Jego najnowszym pacjentem jest legendarny oficer Gwiezdnej Floty, który postradał zmysły po groźnym wypadku. |    |                                                    |                     |                     |                                                |                      |
| 70 | 15 | Let That Be Your Last Battlefield                  | Ostatnie pole bitwy | Jud Taylor          | Lee Cronin, Oliver Crawford                    | 10 stycznia 1969     |
| Dość rutynowa akcja mająca na celu odzyskanie skradzionego promu kosmicznego nieoczekiwanie zmienia swój charakter, gdy na statku pojawiają się przedstawiciele dwóch nienawidzących się na śmierć i życie ras, toczących wyniszczającą wojnę domową na odległej planecie. |    |                                                    |                     |                     |                                                |                      |
| 71 | 16 | The Mark of Gideon                                 | Przeludnienie       | Jud Taylor          | George F. Slavin, Stanley Adams                | 17 stycznia 1969     |
| Kapitan Kirk zostaje w wysublimowany sposób porwany przez kosmitów z planety, która zmaga się ze skrajnym przeludnieniem z powodu wyjątkowej długowieczności i niskiej śmiertelności wśród swoich mieszkańców. Jej władze liczą, że wirus, którego kapitan jest nosicielem po przebytej kiedyś chorobie, przyczyni się do zwiększenia liczby zgonów. |    |                                                    |                     |                     |                                                |                      |
| 72 | 17 | That Which Survives                                | Placówka            | Herb Wallerstein    | Michael Richards, John Meredyth Lucas          | 24 stycznia 1969     |
| Kirk zarządza szczegółowe badania małej planety, która mimo bardzo młodego wieku geologicznego wydaje się mieć już bogato rozwiniętą przyrodę. Na członków misji badawczej czyha jednak śmiertelne niebezpieczeństwo. |    |                                                    |                     |                     |                                                |                      |
| 73 | 18 | The Lights of Zetar                                | Bibliotekarka       | Herb Kenwith        | Jeremy Tarcher, Shari Lewis                    | 31 stycznia 1969     |
| W czasie misji polegającej na dostarczeniu nowych materiałów do biblioteki mieszczącej całą wiedzę galaktyki, Scotty szaleńczo zakochuje się w młodej pani oficer. Wkrótce kontrolę nad dziewczyną przejmują jednak groźni kosmici. |    |                                                    |                     |                     |                                                |                      |
| 74 | 19 | Requiem for Methuselah                             | Nieśmiertelny       | Jerome Bixby        | Murray Golden                                  | 14 lutego 1969       |
| Poszukując minerału niezbędnego do sporządzenia pilnie potrzebnego leku, oficerowie z Enterprise spotykają mężczyznę, który żyje od ponad 6 tysięcy lat i odegrał niezwykle doniosłą rolę w historii ludzkości. |    |                                                    |                     |                     |                                                |                      |
| 75 | 20 | The Way to Eden                                    | Droga do raju       | David Alexander     | Michael Richards, Arthur Heinemann             | 21 lutego 1969       |
| Enterprise w ostatniej chwili ratuje grupę galaktycznych hippisów, którzy ukradli niewielki statek kosmiczny, a potem doprowadzili do jego eksplozji. Wśród zatrzymanych znajduje się syn ważnego dyplomaty, a także dawna miłość chorążego Chekova. |    |                                                    |                     |                     |                                                |                      |
| 76 | 21 | The Cloud Minders                                  | Różnice klasowe     | Jud Taylor          | David Gerrold, Oliver Crawford, Margaret Armen | 28 lutego 1969       |
| Kirk i Spock trafiają na planetę, która choć należy do Federacji, w swym sposobie organizacji społeczeństwa jest daleka od demokratycznych ideałów. Mieszkańcy są tam podzieleni na brutalnie panującą klasę mieszczan oraz pracujących na ich utrzymanie, traktowanych bardzo źle, górników. |    |                                                    |                     |                     |                                                |                      |
| 77 | 22 | The Savage Curtain                                 | Dobro kontra zło    | Herschel Daugherty  | Gene Roddenberry, Arthur Heinemann             | 7 marca 1969         |
| W ramach eksperymentu zaaranżowanego przez nieznaną wcześniej rasę kosmitów, Kirk i Spock muszą stoczyć, przy pomocy prymitywnej broni, walkę z najgorszymi zbrodniarzami z różnych epok historii świata. W swoim zespole mają do pomocy Abrahama Lincolna oraz Suraka, ojca-założyciela wolkańskiej filozofii rezygnacji z uczuć, której gorliwym wyznawcą jest Spock. |    |                                                    |                     |                     |                                                |                      |
| 78 | 23 | All Our Yesterdays                                 | Supernowa           | Marvin Chomsky      | Jean Lisette Aroeste                           | 14 marca 1969        |
| Trójka głównych bohaterów trafia na planetę, która lada chwila ma zostać zniszczona przez supernową swojej gwiazdy. Jej mieszkańcy zdołali uchronić się przed śmiercią w niezwykły sposób - przy pomocy wehikułu czas przenieśli się w przeszłość, do różnych epok swojej historii, aby tam dożyć do końca swych dni. |    |                                                    |                     |                     |                                                |                      |
| 79 | 24 | Turnabout Intruder                                 | Wymiana             | Herb Wallerstein    | Gene Roddenberry, Arthur Singer                | 3 czerwca 1969       |
| Kapitan Kirk spotyka swoją dawną wielką miłość, która nigdy nie zaakceptowała do końca, że jest kobietą, zaś jej największym marzeniem było zawsze dowodzenie wielkim statkiem kosmicznym, takim jak Enterprise. Przy pomocy specjalnej maszyny udaje jej się przenieść swoją tożsamość do ciała Kirka i na odwrót. Odcinek został w ostatniej chwili zdjęty z anteny w dniu 28 marca 1969 ze względu na śmierć byłego prezydenta Dwighta Eisenhowera. W efekcie wyemitowano go dopiero na początku czerwca. |    |                                                    |                     |                     |                                                |                      |

## Źródła
- Memory Alpha [dostęp 2017-01-06]